# الإمبراطور شيان من هان
الإمبراطور شيان هو الإمبراطور الرابع عشر والأخير من سلالة هان توج بعد عزل أخيه الإمبراطور شاو عن العرش من قبل دونغ تشو في 28 سبتمبر189 ،و هو ابن الإمبراطور لينغ

## تنازله عن العرش
توفي ملك وي تساو تساو في سنة 220 بعد أن قسمت البلاد لثلاث مناطق هي منطقة وو بقيادة سون تشوان و منطقة شو بقيادة ليو باي و منطقة وي بقيادة تساو تساو
وبعد وفاته أدرك إبنه تساو بي أنه لن يهزم وو وشو في الجنوب إلا إن أصبح إمبراطورا لكي يدعمه سكان الشمال لكنه تردد ولكن تمكن مستشاره سيما يي من إقناعه بذلك ولكن سما يي خاف أيضا فطلبوا من وزير أن يطالب الإمبراطور بالتنازل وأعطاه تساو بي جنرالا ليخيف الآمبراطور وأمروه بكتابة رسالة تنازل ففعل فرفض تساو بي لكي يظهر للشعب أنه جيد وصالح فأهان الوزير الآمبراطور وطلب منه كتابة رسالة أخرى فرفض تساو بي مجددا فأعاد كتابتها فوافق تساو بي
فتم أخذ الختم الآمبراطوري «تشنغو يي سي» بالصينية
وأعلنت قيام إمبراطورية وي في الشمال وجعل تساو بي عاصمة هان لويانغ عاصمة له
```
لم يسكت 
ليو باي
 عن هذا فقام وبطلب من الوزراء ومستشاره 
جوكيه ليانغ
 بإعلان نفسه إمبراطورا لهان وإعتبر نفسه خليفة للآمبراطور شيان رغم أن الآمبراطور شيان لايزال حيا
```

أما سون تشوان فتوج نفسه لاحقا كإمبراطور لوو

## أحداث عصره
لم يكن الإمبراطور شيان يرغب في نهاية سلالة هان إذ بعد قتل دونغ زو إعتبر أن هان قد تجددت وأنها ستبقى وقتل دونغ تشو بمكيدة من الوزير وانغ يون بمساعدة إبنته دياو شان و ابن دونغ تزو بالتبني لوبو و رغم أنه كان طفلا بالكاد يحسن الكلام إلا أنه كانت له هيبة إمبراطورية كأجداده وكان يأمل بإن تتوحد البلاد وبعد أن حاصر لي جي وغاو سي جنرالات دونغ تزو تشأنغأن بعد رفض وانغ يون إستسلامهما تمكن بعد 3 سنوات من الرجوع للعاصمة لويانغ ولكنها كانت مدمرة من قبل دونغ زو بعد انسحابه منها لتشأنغأن وعند وصوله مع بضع وزراء طلب من بعض الحكام مثل يوان شاو ويوان شو المساعدة فرفضوا لكن الجنرال تساو تساو أنقذه وأخذه معاه لمدينته تزو تشانغ فأصبح تساو تساو هو المتحكم به وبعد أن توج يوان شو نفسه إمبراطورا تمكن ليو بي بمساعدة تساو من قتله وعند لقاء ليو بي للآمبراطور عينه في منصب العم الإمبراطوري وأخبره الإمبراطور أن سلالة هان في خطر فطلب جلالته من ليو بي أن يغادر حتى لا يقتله تساو تساو ففعل وبعدها أنضم ليو بي ليوان شاو فهزمه تساو تساو في معركة جواندو و إلتجأ ليو بي لإبن عمه ليو بياو حاكم تجينغ تزو

## معركة الجرف الأحمر
وبعد لجوء ليو باي لتجينغ تزو بدأ تساو تساو يخطط لتوحيد البلاد وبعد موت ليو بياو تمكنت عائلة غي في تجينغ تزو بقيادة الجنرال غي ماو وأخته زوجة ليو بياو من تنصيب ابن ليو بياو من السيدة غي وهو ليو كونغ من السيطرة على تجينغ زو وإستسلموا لتساو تساو وتحالف ليو بي مع سون تشوان و زو يو في جيان دونغ لهزيمة تساو تساو وبمساعدة تشوغ ليانغ تمكنوا من إحراق سفن تساو تساو هزيمته وكادوا أن يقبضو عليه لولا أن جوان يو أطلق سراحه في معبر هوارونغ
فرح الإمبراطور شيان بهذا لكنه إنذهل بعودة تساو تساو

## قرارته الإمبراطورية
من أبرز قرارته تعيين دونغ زو ووانغ يون وتساو تساو روؤساء للوزراء وقراره بالتنازل عن العرش

## وفاته
```
توفي الإمبراطور شيان في سنة 234 بعد 14 سنة من تنازله عن العرش وتم دفنه بالطريقة الرسمية لسلالة هان وحضر الجنازة 
الإمبراطور تساو روي
 إمبراطور 
مملكة واي
 وبموته إنتهت سلالة هان الشرقية لتخلفها في النسب 
شو هان
 الذي أسسها 
ليو باي
```

```
وبعد وفاته دخلت البلاد مرحلة الإنقسام الحقيقي ولم تتوحد فعليا إلا في عهد 
مملكة سوي
 في سنة 581 بعد سقوط سلالة ليو سونغ التي تعتبر إمتدادا لسلالة هان والتي ورتث الحكم عن 
سلالة جين
 التي أسقطت 
الممالك الثلاث
```

## أهم الأشخاص الذين تحكموا به
1. دونغ تشو من سنة 189 إلى 191
2. وانغ يون من191 إلى 193
3. لو جي وغاو سي من 193 إلى 196
4. تساو تساو من 196 ألى 220
5. تساو بي عزله سنة 222 ليصبح الإمبراطور

## الحروب

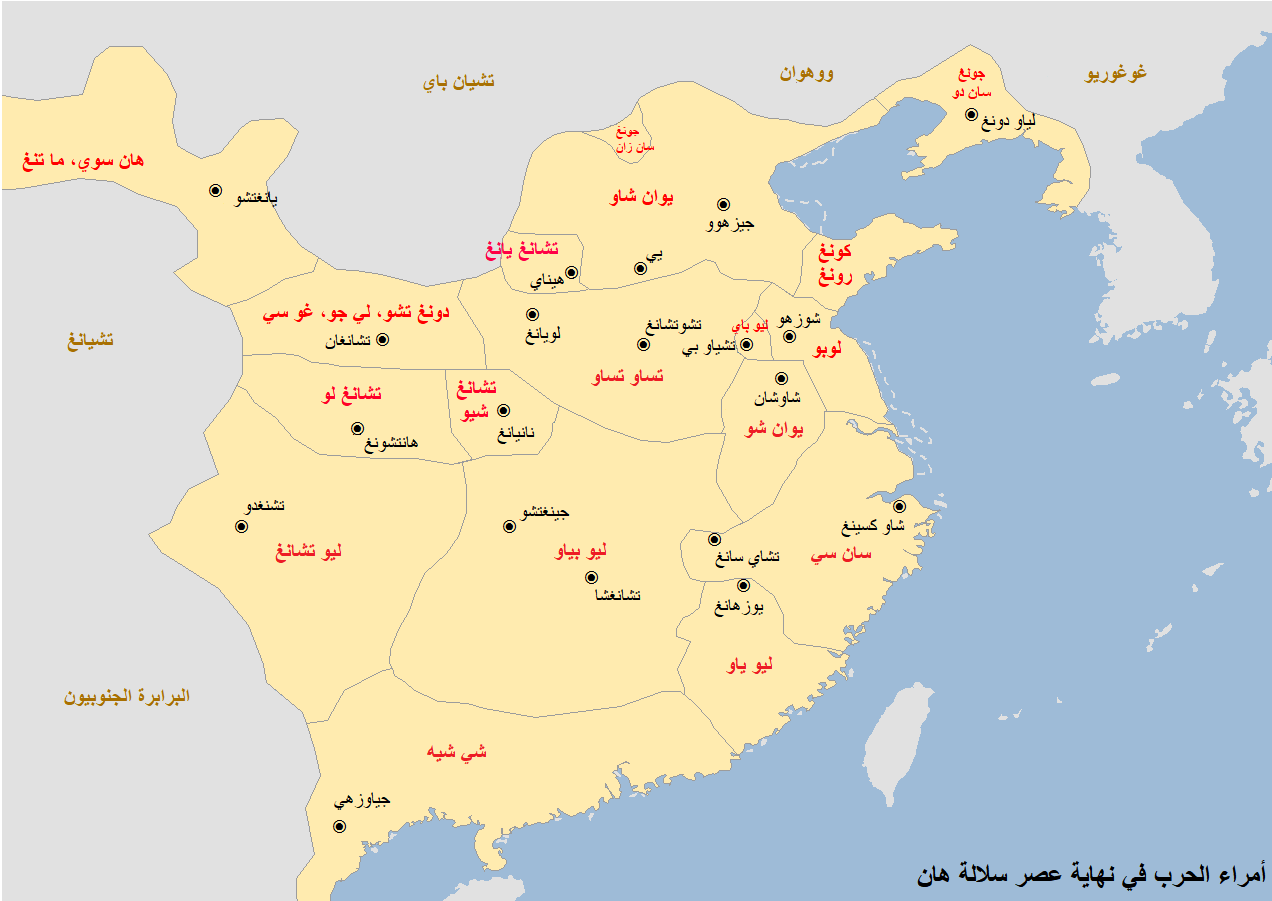
خريطة الحرب

كان عصر هذا الإمبراطور مليئا بالحروب والفتن وفي نهاية عصر إمبراطورية هان الصينية إندلع تمرد العمامات الصفراء و بالرغم من قمعه بعد 8 أشهر إلا أن إمبراطورية هان لم تتمكن من استعادة هيبتها ففي عام 189 وبعد وفاة الإمبراطور لينغ توج ليو بيان البالغ من العمر 14 سنة إمبراطورا عرف ب الإمبراطور شاو و تم تعيين هي جين كقائد للجيش ولكي يتخلص من سلطة الحاضرين العشرة أمر دونغ زو بالتقدم نحو العاصمة وتم قتل الإمبراطور شاو وتم تعيين الإمير ليو زي إمبراطورا عرف ب الإمبراطور شيان وعين بدوره دونغ زو رئيس وزراء وتحكم دونغ تزو به وتحالف 18 سيدا وحاكما عرف ب تحالف الحكام الثمانية عشر لقتله بقيادة يوان شاو وتم قتل دونغ بمكيدة
وأهم الحروب في عصره:
- معركة تايجر تراغ
- معركة قواندو
- معركة الجرف الأحمر
- معركة هان زونغ

| سبقه الإمبراطور شاو | إبن السماء 189-223 | تبعه تساو بي |